# 床山
床山（日语：／ tokoyama */?），是日本相撲部屋中專門為相撲力士梳理髮扎、髮髻的男人。只有他們可以碰觸橫綱的頭髮。
各相撲部屋也有所屬的床山，他們學歷不拘但必須有美容師和髮型師証書及工作經驗。由19歲工作至65歲。
他們由特等至五等分6級，以年資區分。
所有的床山都以床為名稱開首。